# Ramon Prat i Pallarés
Ramon Prat i Pallarés (Barcelona, 21 de març de 1932 - 24 de juliol de 1986) va ser un sacerdot catòlic, professor de les Facultats de Teologia i de Filosofia de Catalunya i rector del Seminari Conciliar de Barcelona entre 1976 i 1990.
Llicenciat en filosofia el 1956 i en teologia el 1960 a la Universitat Gregoriana de Roma i en filosofia a la Universitat de Barcelona (1958), fou ordenat prevere al Colegio Español de Roma el 19 de marc de 1960. Durant un breu temps va ser coadjutor a la parròquia de Santa Maria de Barberà. L'octubre de 1961 el Dr. Gregorio Modrego el va nomenar professor d'ètica i superior al Seminari Conciliar de Barcelona on va impartir llatí, exercicis literaris, criteriologia, filosofia moral, tipologia del coneixement científic i lògica matemàtica.
Fou professor de les Facultats de Teologia i de Filosofia de Catalunya. A partir del curs 1967-1968, a la Facultat de Teologia de Barcelona (secció de Sant Pacià) va impartir ètica, una matèria que va continuar ensenyant quan es van unificar les dues seccions. A partir del curs 1972-1973 va ser també ensenyant d'ètica a la Facultat de Filosofia i Lletres de la Universitat de Barcelona. Allí va impartir també seminaris sobre la filosofia del treball i de la praxi, sobre anàlisi del llenguatge moral -una de les seves grans preocupacions intel·lectuals- i sobre la metaètica de Wittgenstein, una de les figures del pensament contemporani en qui més havia aprofundit. Havia estudiat també l'ètica de Jean Nabert, filòsof francès seguidor de Fichte i de Kant. Va cedir el seu extens fitxer, fruit d'anys de recerca, a la Facultat Eclesiàstica de Filosofia i la seva rica biblioteca a la Biblioteca Pública Episcopal de Barcelona. Va participar en diverses activitats científiques i era autor, entre altres publicacions, d'un llibre sobre la vida sacerdotal: El sacerdot avui, vida i missió (1969).
La seva tasca docent va anar acompanyada durant catorze anys de la responsabilitat diocesana com a rector del Seminari Major de Barcelona des de 1976 fins a 1990. Diverses generacions de preveres van gaudir del seu mestratge. Des de 1996 era president de la junta rectora de l'ICESB, Institut Catòlic d'Estudis Socials de Barcelona.
El 7 d'abril de 1968, mentre conduïa, patí un infart que li provocà un accident. Després de tres mesos d'internament, en el decurs dels quals va recobrar la consciència, va sofrir una nova crisi cardíaca que va ser definitiva.